# 熊野の清水
熊野の清水（ゆやのしみず）は、千葉県長生郡長南町佐坪2388にある湧水。1985年（昭和60年）名水百選のひとつに認定され、千葉県下では唯一の認定地である。

## 概要
「弘法の霊泉」ともいわれ、空海が布教のため立ち寄り、旱魃で農民が苦労していたので法力によって清水を湧き出させたという伝説がある。
室町時代になってから鶴岡八幡宮の社領となり、『鶴岡事書日記』によると、八幡宮直営の湯治場として栄えたことが記されている。
清水の上には熊野（ゆや）神社があり、湧水の一つに熊野信仰が結びついて地名の「熊野（ゆや）」の由来になっているとの説がある。熊野（ゆや）神社は熊野（ゆや）権現とも称される（「ゆや」は「熊野」を音読みにしたもので箱根などでも「ゆや権現」が崇められていたとされる。熊野神社の読みも参照）。また、地名は熊野（ゆや）権現と音が共通する「湯屋免」の地であったことに由来するという説もある。
水量は48L/分の流量を有し、農業用水にも使用している。ただし、飲用の際には煮沸が必要とされているので、注意が必要である。
周辺は熊野の清水公園として整備されている。

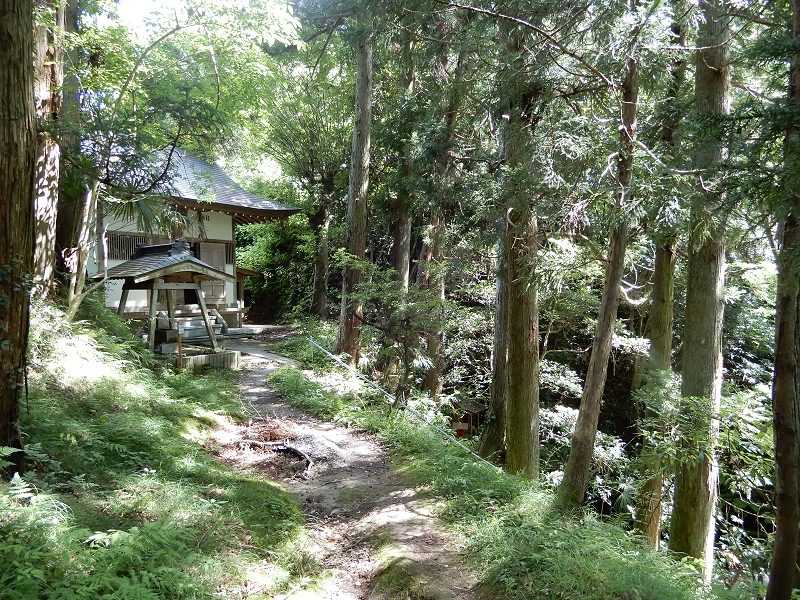
熊野神社
不動堂と観音
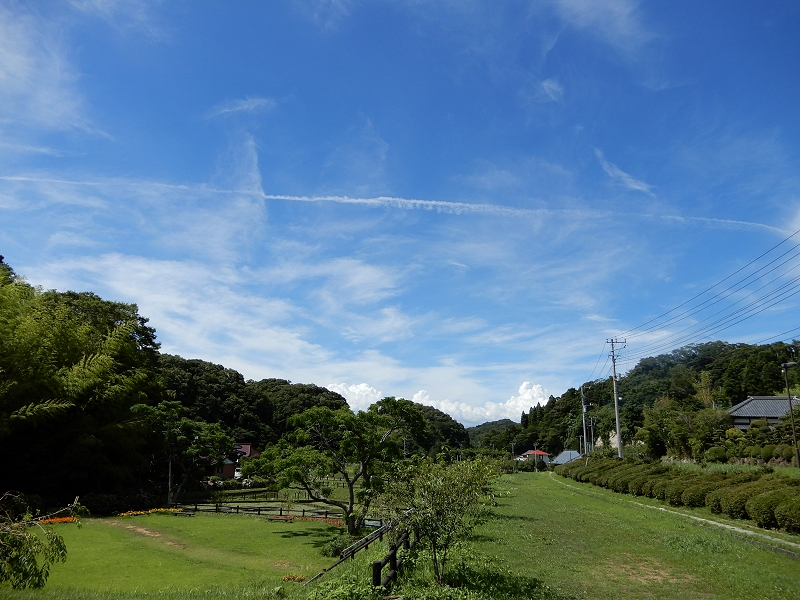
熊野の清水公園

## 交通
高速道路での最寄りインターチェンジは首都圏中央連絡自動車道（圏央道）茂原長南インターチェンジとなる。
バスの場合は、JR外房線茂原駅といすみ鉄道大多喜駅を結ぶ路線に乗り、市野々で降りて徒歩10分ほどである。